# Fantastic Plastic Machine
Танака Томоюкі (яп. 田中知之, Tanaka Tomoyuki, нар. 13 березня 1967, Кіото, Японія), більш відомий за псевдонімом Fantastic Plastic Machine — японський музикант і ді-джей. Колишній басист гурту Margarine Strikes Back. Пізніше зібрав разом кілька ді-джеїв під вивіскою Sound Impossible. Ідею створення «Fantastic Plastic Machine», кажуть, йому підказав його колега Това Тей (з Deee-Lite). Було це наприкінці 90-х. З тих пір пластинки Танакі користуються величезною популярністю в усьому світі.
Fantastic Plastic Machine так є само багатьом відомим у всьому світі японським колективам (Pizzicato Five) властива робота в стилі Shibuya Kei.

## Дискографія
Сингли та міні-альбоми
- L'aventure Fantastique (1997)
- Summer Review EP (1998)
- TAKE ME TO THE DISCO (1999)
- Why Not? (2002)

Альбоми
- The Fantastic Plastic Machine (1997)
- Luxury (1998)
- beautiful. (2001)
- too (2003)
- imaginations (2006)
- FPM (2009)
- QLASSIX (2011)
- Scale (2013)

Збірки та ремікси
- International Standard FPM Luxury Remixes [F] (1999)
- International Standard FPM Luxury Remixes [P] (1999)
- International Standard FPM Luxury Remixes [M] (1999)
- Style #09/Dancing at the Disco at the End of the World (1999)
- Very Best of FPM in the Mix (mixed by Tatsuo Sunaga) (2000)
- Contact (2001)
- Les Plus (2001)
- Space Program (2001)
- Why Not? (2002)
- Zoo (2003)
- Sound Concierge #401 Do Not Disturb (2004)
- Sound Concierge #402 Four Kicks Adventure (2004)
- M-Flo Inside (2004) Track: "Spectacular"
- Sound Concierge #403 Air Conditioning (2004)
- Sound Concierge #404 Electric Carnival (2004)
- Dimension Mix: A Tribute to Bruce Haack (2005)
- Sound Concierge #501 Blanket (2005)
- Sound Concierge #502 Tell Me for Your Delightful Moment (2005)
- Sound Concierge Annex Contemporary Love Songs (2005)
- FPMB: Fantastic Plastic Machine Best (2007)
- Sound Concierge #701 Super Romantic for your moments in love (2007)
- Sound Concierge #702 Electric Heaven for hyper discothèque (2007)
- Sound Concierge Japan "Japanese Lyric Dance" (2008)
- Sound Concierge x Numero TOKYO -Utopia- (2008)
- Ravex Trax (2008)
- House☆Disney (2009)
- Versus. Japanese Rock vs. FPM (2010)
- Qlassix (2011)